# Красная Горка (Емешевское сельское поселение)
Кра́сная Го́рка (мар. Якшарсир — «красный берег») — деревня в Горномарийском районе Марий Эл Российской Федерации. Входит в состав Емешевского сельского поселения.
Численность населения — 69 чел. (2015 год).

## География
Располагается в 3 км от административного центра сельского поселения — села Емешево.

## История
Впервые выселок Красная Горка упоминается в 1795 году.
В списках населённых мест Казанской губернии 1859 года упоминается под официальным названием околодок Красногорка.
В 1930 году жители организовали колхоз «Красный борец».

## Население
| 1859 | 2002 | 2010 | 2013 | 2014 | 2015 |
| ---- | ---- | ---- | ---- | ---- | ---- |
| 102  | ↘61  | ↗63  | ↗68  | ↘67  | ↗69  |